# 旺山村
旺山村，是苏州市吴中区越溪街道下辖的一个村，西部毗邻横泾街道，南部沿吴中大道有吴中科技园，北面为海拔294.6米的七子山，山下开辟为生态景区和农家乐旅游区，景点包括九龙潭、宝华寺、叆叇岭、耕岛、钱家坞等。